# Pseudomacrochiron stocki
Pseudomacrochiron stocki is een eenoogkreeftjessoort uit de familie van de Macrochironidae. De wetenschappelijke naam van de soort is voor het eerst geldig gepubliceerd in 1969 door Reddiah.